# Logistiktropper
Logistiktropper er den del af en hær der forsyner styrkerne med brændstof, ammunition, levnedsmidler mm. Logistiktropper skal også bjærge køretøjer og reparere diverse udstyr. Blev tidligere kaldt for forsyningstropperne, trænet og bagtropperne.
| Militær | Spire Denne artikel om militær er en spire som bør udbygges. Du er velkommen til at hjælpe Wikipedia ved at udvide den. |